# Catadysia rosulans
Catadysia rosulans är en korsblommig växtart som beskrevs av Otto Eugen Schulz. Catadysia rosulans ingår i släktet Catadysia och familjen korsblommiga växter. Inga underarter finns listade i Catalogue of Life.